# تروریسم در فنلاند
تروریسم در فنلاند ناظر بر حمله احتمالی تروریستی در این کشور است. ارزیابی اولیه کارشناسان این است که فنلاند در معرض تهدید مستقیم تروریستی بین‌المللی قرار ندارد ولی ممکن است وقایع تروریستی در این کشور بوقوع بپیوندد. از طرف دیگر ممکن است تروریست‌ها به منافع فنلاند در سایر کشورهای که مورد هدف تروریستی هستند آسیب رسانده شود یا اینکه کنفرانس‌ها و رویدادهای مهم که در فنلاند برگزار می‌شود نیز مورد هدف قرار گیرد.

## پیامدهای حملات تروریستی در اروپا
بعد از باز شدن مرزهای بین کشورهای اروپای غربی، و آزادی تردد بین کشورها، تروریست‌ها می‌توانند از فنلاند به عنوان یک کشور برای تردد، استراحت یا پنهان شدن استفاده کنند، به عبارتی فنلاند می‌تواند به عنوان کشوری برای سلول‌های خفته گروه‌های تروریستی عمل کند. در حال حاضر هیچ اطلاعاتی در مورد فعالیت‌های گروه‌های تروریستی در فنلاند وجود ندارد.

## موضع فنلاند در مبارزه با تروریسم
فنلاند، تروریسم را در همه اشکال آن محکوم کرده و آن را تهدیدی برای اجرای حقوق بشر، دموکراسی، حاکمیت قانون و امنیت داخلی و صلح بین‌المللی می‌داند. همچنین آمادگی در سطح ملی برای مقابله با اقدامات تروریستی را ضروری می‌داند.

## عملیات‌های تروریستی
- عملیات چاقو تورکو ۲۰۱۷: در ۱۸ اوت ۲۰۱۷ در حوالی ساعت ۴ عصر بوقت محلی در جنوب غرب فنلاند در شهر تورکو فردی با چاقو به جمعیتی حمله کرده و ۱۰ نفر را زخمی کرد که دو نفر از زخمی‌ها کشته شدند. دو نفر از زخمی‌ها مرد و ۸ تن بقیه زن بودند، مجرم، برای حمله زنان را انتخاب می‌کرد و دو مردی که مورد اصابت قرار گرفتند کسانی بودند که قصد داشتند مجرم را متوقف کنند. پلیس اعلام کرد که یک جوان مراکشی که پناهنده در این کشور بوده‌است را به عنوان مجرم دستگیر کرده‌است.[۳][۴]